# Automotrice FS ALe 724
Le automotrici FS ALe 724 sono un gruppo di automotrici elettriche italiane ad azionamento elettronico progettate alla fine degli anni settanta per uso suburbano, traffico pendolare e linee secondarie. Sono costruite con una sola cabina di guida per unità dato l'uso in composizioni bloccate di due o più unità accoppiate permanentemente.
I convogli di ALe 724 di regola sono composti da due motrici oppure da una motrice e una carrozza semipilota inquadranti una o più rimorchiate; il sistema di trazione è a chopper.
Oltre che per le Ferrovie dello Stato Italiane, 18 elettromotrici sono state costruite nei primi anni ottanta anche per le Ferrovie Nord Milano che le hanno inizialmente immatricolate come EB.750-01÷18 (diventeranno EA nel 1993)

## Storia

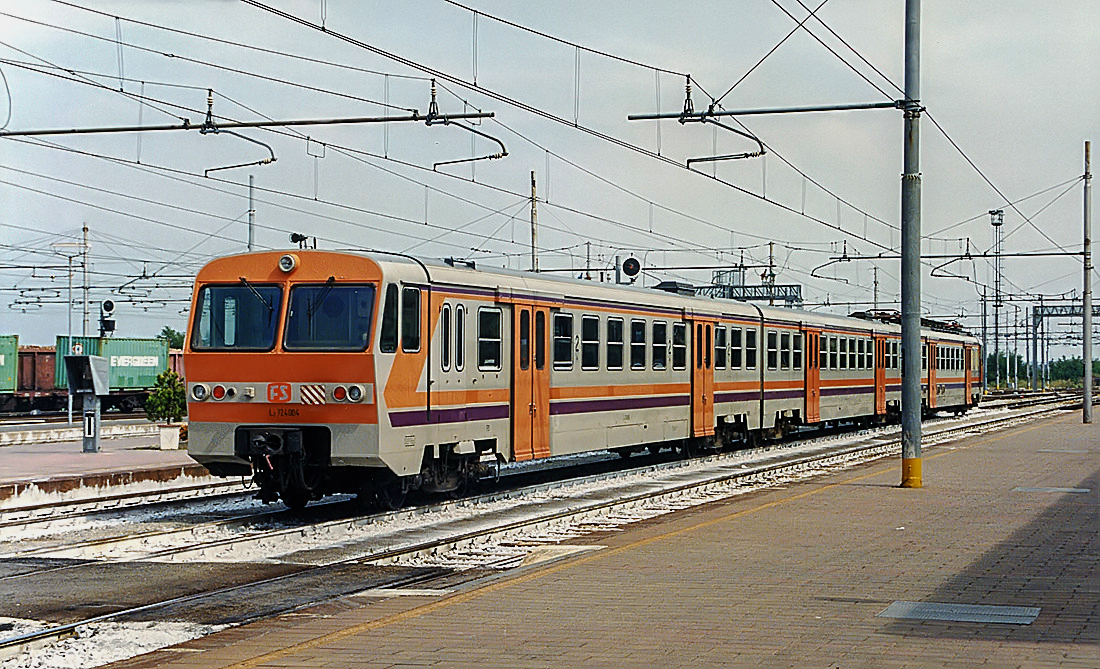
Una ALe 724 nella livrea originaria "Navetta" in sosta nella Stazione di Cuneo nel 1995

A partire dagli anni settanta le Ferrovie dello Stato iniziarono a porsi il problema, sempre più urgente, della modernizzazione del parco rotabili e soprattutto di quello delle elettromotrici. Una prima serie, di concezione moderna ad azionamento elettronico, i treni GAI (così chiamati dall'acronimo ideato dal consorzio di costruttori), diede risultati incoraggianti, così verso la fine del 1979 le FS ordinarono all'industria 60 treni completi da 4 elementi; di questi, 30 treni erano composti di 2 elettromotrici del tipo "ALe 724" e 2 rimorchiate intermedie "Le 884". Gli altri 30 treni furono sempre composti da 4 elementi di cui 2 intermedi ma con una sola testata motrice ALe 724 e una rimorchiata pilota "Le 724" al posto della seconda motrice.
Le prime elettromotrici, le unità 041 e 042, vennero consegnate alle FS nell'agosto del 1982 e trasferite a Firenze per il pre-esercizio, dopodiché a ottobre dello stesso anno, furono inviate insieme ad altre 11 unità al deposito di Milano Greco. Nel corso del 1983 i primi complessi con allestimento specializzato entrarono in servizio sulla cosiddetta "metropolitana FS" di Napoli; dopodiché altre unità, tra cui quelle del deposito di Greco sostituite dalle ALe 582, entrarono a disposizione della DTR Piemonte e, seppur temporaneamente, anche quelle di Lazio e Marche.
In origine le ALe 724, i rimorchi Le 884 e le carrozze pilota Le 724 vennero dipinti nella livrea "navetta" per servizi vicinali in grigio chiaro e fasce orizzontali arancione e viola e con il frontale quasi interamente arancione; nei primi anni duemila, con la nascita di Trenitalia, è stata applicata la livrea XMPR. Sempre nel medesimo periodo, nell'ambito di un progetto di miglioramento del comfort di marcia, un certo numero di unità operanti in alcune regioni è stato interessato da un processo di ristrutturazione degli ambienti interni, mediante l'adozione di nuovi rivestimenti per i sedili, l'installazione di condizionatori sull'imperiale e la sostituzione dei finestrini a ghigliottina con quelli dotati di chiusura a chiave (apribili solo in caso di necessità dal personale del treno), allo scopo di assicurare una corretta climatizzazione degli ambienti.
Giudicate oramai inadeguate rispetto ai requisiti imposti dal trasporto pendolare, nonostante le loro caratteristiche e prestazioni nel complesso ancora valide, che ne avrebbero potuto suggerire un ulteriore ammodernamento, stavolta dell'elettronica, dal 2016 le ALe 724, assieme ai rimorchi Le 884, sono state progressivamente dismesse, rimanendo in servizio solo presso le divisioni passeggeri di Piemonte (Torino Smistamento) e Campania. Con la consegna dal 2019 dei nuovi treni Pop è stato disposto il ritiro definitivo anche delle ultime ALe 724, comprensive di materiale rimorchiato Le 884-Le 724 entro la primavera 2021, non essendo i mezzi dotati di impianto antincendio (il quale, tuttavia, si sarebbe probabilmente potuto applicare, come fatto su altri veicoli ferroviari non recentissimi); tuttavia, dato il perdurare della pandemia di COVID-19, al fine di garantire la presenza di più corse possibili, gli ultimi complessi hanno continuato a circolare fino al 2023.
Nel gennaio 2023 le ultime ALe 724, in uso sul servizio metropolitano di Napoli, sono state definitivamente ritirate dal servizio. Inizialmente il piano di Trenitalia, prima dell'accantonamento, prevedeva il loro utilizzo come materiale di riserva, tuttavia nel febbraio dello stesso anno sono state trasportate nello scalo di Maddaloni-Marcianise Smistamento in attesa della demolizione.
Ad agosto 2024, delle 240 vetture totali prodotte tra ALe724, Le884 e Le724, ne risultano 138 accantonate e 102 demolite. 
2 motrici e 2 rimorchiate intermedie (attualmente accantonate a Maddaloni-Marcianise Smistamento) sono entrate a far parte dell'asset storico di Fondazione FS. In particolare trattasi delle unità ALe724.006, ALe724.014, Le884.119 e Le884.120.

## Caratteristiche
Le caratteristiche innovative salienti delle ALe 724 sono la cassa a struttura in lega leggera, il controllo di potenza elettronico della trazione, la frenatura elettrica a recupero d'energia e a dissipazione su reostato e le sospensioni pneumatiche.
Un convoglio di 4 elementi offre una capacità di ben 320 posti a sedere e, allo stesso tempo, in virtù della leggerezza delle casse, riesce a raggiungere i 100 km/h in soli 40 secondi. Le porte di ingresso, a due elementi ad espulsione, a comando elettropneumatico, permettono un rapido incarrozzamento dei viaggiatori.
Il controllo di potenza dei motori è ottenuto mediante un chopper in serie ad ogni gruppo motore con modulatori a frequenza fissa. Il freno è elettrico a recupero e a dissipazione su appositi reostati posti sul tetto dell'elettromotrice con controllo automatico. È inoltre attiva la tradizionale frenatura pneumatica che interviene automaticamente a bassa velocità.
L'aggancio è automatico, tipo Scharfenberg, e permette simultaneamente l'aggancio meccanico, elettrico e pneumatico.
Gli arredamenti interni adottati, dato l'uso del rotabile prevalentemente su relazioni locali, riprende da vicino quello delle Carrozze a piano ribassato di seconda serie. Sugli esemplari utilizzati per il servizio ferroviario metropolitano di Napoli è stato ridotto il numero di sedili per aumentare la capacità di carico di passeggeri ed è stato adottato un sedile semplificato in preformato plastico per agevolarne la manutenzione; un allestimento interno con numero di posti a sedere ridotto è stato adottato anche sui convogli Pop che hanno rimpiazzato le ALe 724 nel capoluogo campano.

## Unità storiche
Nel 2023, in seguito ad un interessamento da parte di Fondazione FS, è entrato a far parte della flotta storica un intero complesso di ALe 724, composto da due unità motrici (ALe 724.006, ALe 724.014) e due rimorchi intermedi (Le 884.119, Le 884.120). Le unità sono al momento accantonate a Napoli Campi Flegrei in attesa di recupero.